# Cratere Stoletov
Stoletov è un cratere lunare di 42,43 km situato nella parte nord-orientale della faccia nascosta della Luna.